# Moraïtika

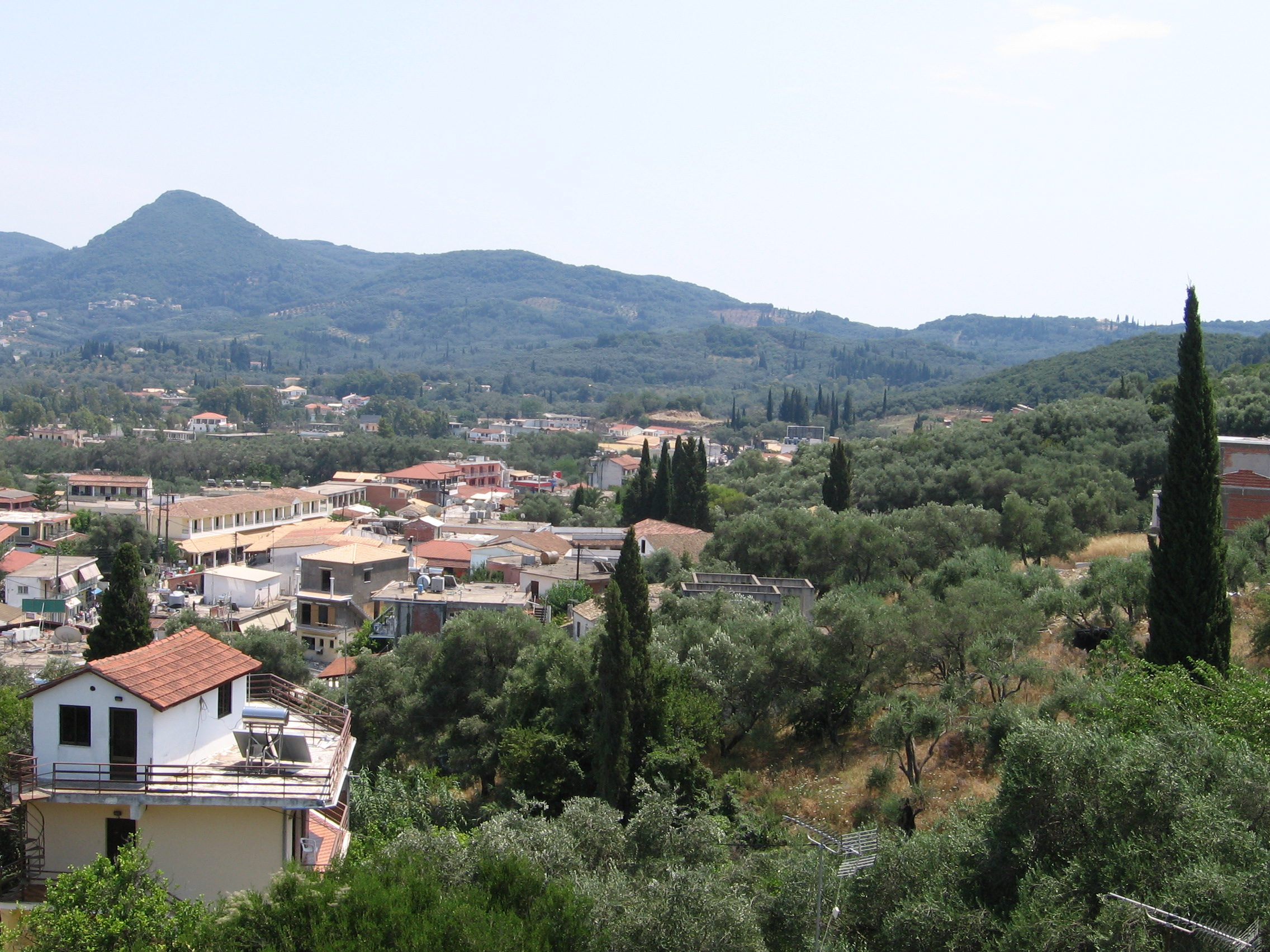
Moraitika

Moraïtika (grekiska: Μοραίτικα) är en liten stad belägen på den grekiska ön Korfu. Staden har en omtyckt badstrand.